# Shorewood Hills, Wisconsin
Shorewood Hills là một làng thuộc quận Dane, tiểu bang Wisconsin, Hoa Kỳ. Năm 2006, dân số của làng này là 1732 người.